# 삼정고등학교
삼정고등학교(三井高等學校)는 대한민국 부산광역시 북구 구포동에 있는 사립 고등학교이다.

## 학교 연혁
- 1972년 12월 29일 : 학교설립 인가(24학급) (법인명 부여상학원, 학교명 동래여자상업고등학교)
- 1973년 3월 1일 : 부산광역시 동래구 사직2동 591-1번지에서 개교(초대 배상기 교장 취임)
- 1973년 3월 5일 : 제1회 입학식(8학급 490명)
- 1976년 1월 10일 : 제1회 졸업식(8학급 454명)
- 1979년 10월 2일 : 법인정관 변경(법인명 강제학원)
- 1986년 3월 4일 : 산업체 특별학급 운영 교육부 연구학교 지정
- 2003년 9월 1일 : 신축교사 이전(부산광역시 북구 복지2길 81)
- 2004년 7월 27일 : 법인 설립(학교법인 삼정학원)
- 2004년 10월 29일 : 학교법인 삼정학원 초대 이근철 이사장 취임
- 2005년 3월 1일 : 학칙 변경(학교명 삼정정보고등학교)
- 2007년 8월 27일 : 학칙 변경(학교명 삼정고등학교)
- 2012년 8월 21일 : 학칙변경 일반계고등학교 전환 인가
- 2013년 7월 12일 : 학교운동부 교기육성 지정 및 창단 승인(종목 유도 여고부)
- 2022년 2월 9일 : 2021학년도 제47회 졸업식(졸업생 213명, 졸업생 누계 29,490명)
- 2022년 10월 28일 : 제7대 이근철 이사장 취임
- 2023년 12월 27일 : 학교법인 삼정학원 제49회 졸업식(졸업생 162명, 촐업생 누계 29,824명)
- 2024년 3월 4일 : 제13대 이기용 교장 취임
- 2024년 3월 4일 : 2024학년도 제52회 입학식(신입생 8학급 168명)

## 참고 자료
- 삼정고등학교 - 한국교육학술정보원 학교알리미